# Arnošt II. Hohenlohe-Langenburský
Arnošt II. Hohenlohe-Langenburský (Arnošt Vilém Fridrich Karel Maxmilián; 13. září 1863, Langenburg – 11. prosince 1950, Langenburg) byl německý šlechtic a kníže z Hohenlohe-Langenburgu. Během nezletilosti manželčina bratrance Karla Eduarda sloužil v letech 1900 až 1905 jako regent Sasko-kobursko-gothajského vévodství.

## Život

### Rodina
Arnošt se narodil 13. září 1863 v Langenburgu ve Württemberském království jako nejstarší ze tří dětí a jediný syn knížete Heřmana Hohenlohe-Langenburského a jeho manželky Leopoldiny Bádenské, dcery bádenského prince Viléma. Byl také prasynovcem britské královny Viktorie, protože jeho prababičkou byla Viktorie Sasko-Kobursko-Saalfeldská, matka královny Viktorie, a jeho babičkou byla Feodora Leiningenská, nevlastní sestra královny Viktorie. Arnošt se také 20. dubna 1896 v paláci Ehrenburg v Coburgu oženil s královninou vnučkou Alexandrou, dcerou Alfréda Sasko-Kobursko-Gothajského a Marie Alexandrovny Romanovové.

### Vzdělání
Po dokončení střední školy v Karlsruhe studoval mladý princ práva v Paříži, Bonnu, Tübingenu a Lipsku, v Naumburgu v roce 1885 absolvoval první právnickou zkoušku. Po svém důstojnickém výcviku v Berlíně-Lichterfeldu (1886–1891) složil diplomatickou zkoušku (1890–1891) se jmenováním tajemníkem císařského německého velvyslanectví v Petrohradě a Londýně (1891–1894). V následujících letech pracoval ve Štrasburku jako asistent svého otce, knížete Heřmana, císařského guvernéra Alsaska-Lotrinska, a připravoval se na svou budoucí roli šlechtice Württemberského království.

### Kariéra
Protože byla jeho manželka dcerou vévody Alfréda Sasko-Kobursko-Gothajského, stal se Arnošt po jeho smrti regentem vévodství. Od 30. července 1900 do 18. července 1905 vládl vévodství jako jménem nezletilého Alfrédova nástupce Karla Eduarda. V roce 1901 byl Arnošt oceněn Velkým křížem řádu württemberské koruny. Poté podnikl několik neúspěšných pokusů prosadit se v politice Německého císařství. Působil jako vedoucí koloniálního oddělení ministerstva zahraničí (1906–1906) a zástupce (1907–1911) a viceprezident říšského sněmu. V roce 1913 se stal Arnošt po smrti svého otce knížetem z Hohenlohe-Langenburgu, což ho opravňovalo zasedat v Kammer der Standesherren [Sněmovně lordů] ve Württembersku, kde již od roku 1895 sloužil jako zástupce svého otce. Své místo ve sněmovně si udržel až do Listopadové revoluce v roce 1918. Během první světové války byl kníže aktivní jako dobrovolník ve vojenských nemocnicích, jako generální delegát na východní frontě a císařský komisař a vojenský inspektor. V roce 1915 byl také poslán jako zvláštní vyslanec do Konstantinopole a na Balkán, aby převzal povinnosti vyslance Hanse Freiherra von Wangenheima, který onemocněl.

### Vztah s nacistickou stranou
Po nástupu Adolfa Hitlera k moci v roce 1933 Arnošt vstoupil do nacistické strany jako člen číslo 3726902.

### Odchod do důchodu
Po druhé světové válce se Arnošt stáhl do ústraní svého osobního života. Jeho manželka, která trpěla různými nemocemi, zemřela v roce 1942. Věnoval se církevní a ošetřovatelské činnosti a byl členem Německého evangelického církevního sněmu, velitelem Württemberg-Badenschen Genossenschaft (Württembersko-bádenského družstva), guvernérem Braniborské bailivy řádu johanitů, čestným prezidentem württemberského státního spolku Červeného kříže, stejně tak württemberské evangelické lidové ligy. 11. prosince 1950 Arnošt ve věku 87 let v rodném Langenburgu zemřel.

## Potomci
20. dubna 1896 se jako dvaatřicetiletý Arnošt oženil s o patnáct let mladší princeznou Alexandrou Sasko-Kobursko-Gothajskou, vnučkou britské královny Viktorie. Manželé spolu měli pět dětí:
- Gottfried z Hohenlohe-Langenburgu (24. května 1897 – 11. května 1960), ⚭ 1931 Margarita Řecká a Dánská (18. dubna 1905 – 24. dubna 1981)
- Marie Melita Hohenlohe-Langenburská (18. ledna 1899 – 8. listopadu 1967), ⚭ 1916 Vilém Fridrich Šlesvicko-Holštýnský (23. srpna 1891 – 10. února 1965)
- Alexandra z Hohenlohe-Langenburgu (2. dubna 1901 – 26. října 1963)
- Irma z Hohenlohe-Langenburgu (4. července 1902 – 8. března 1986)
- Alfréd z Hohenlohe-Langenburgu (16. dubna 1911 – 18. dubna 1911)

## Vývod z předků
|                                   |                                     |  |                             |                                           |  |  |  |  |  |  |  | Kristián Albrecht Hohenlohe-Langenburský |
|                                   |                                     |  |                             |                                           |  |  |  |  |  |  |  |                                          |
|                                   | Karel Ludvík Hohenlohe-Langenburský |  |                             |                                           |  |  |  |  |  |  |  |                                          |
|                                   |                                     |  |                             |                                           |  |  |  |  |  |  |  |                                          |
|                                   |                                     |  |                             | Karolína Stolbersko-Gedernská             |  |  |  |  |  |  |  |                                          |
|                                   |                                     |  |                             |                                           |  |  |  |  |  |  |  |                                          |
|                                   | Arnošt I. z Hohenlohe-Langenburgu   |  |                             |                                           |  |  |  |  |  |  |  |                                          |
|                                   |                                     |  |                             |                                           |  |  |  |  |  |  |  |                                          |
|                                   |                                     |  |                             | Jan Kristián II. ze Solms-Baruth          |  |  |  |  |  |  |  |                                          |
|                                   |                                     |  |                             |                                           |  |  |  |  |  |  |  |                                          |
|                                   | Amálie Henrietta ze Solms-Baruth    |  |                             |                                           |  |  |  |  |  |  |  |                                          |
|                                   |                                     |  |                             |                                           |  |  |  |  |  |  |  |                                          |
|                                   |                                     |  |                             | Frederika Luisa z Reuss-Köstritz          |  |  |  |  |  |  |  |                                          |
|                                   |                                     |  |                             |                                           |  |  |  |  |  |  |  |                                          |
|                                   | Heřman Hohenlohe-Langenburský       |  |                             |                                           |  |  |  |  |  |  |  |                                          |
|                                   |                                     |  |                             |                                           |  |  |  |  |  |  |  |                                          |
|                                   |                                     |  |                             | Karel Fridrich Vilém Leiningenský         |  |  |  |  |  |  |  |                                          |
|                                   |                                     |  |                             |                                           |  |  |  |  |  |  |  |                                          |
|                                   | Emich Karel Leiningenský            |  |                             |                                           |  |  |  |  |  |  |  |                                          |
|                                   |                                     |  |                             |                                           |  |  |  |  |  |  |  |                                          |
|                                   |                                     |  |                             | Kristýna ze Solms-Rödelheimu a Assenheimu |  |  |  |  |  |  |  |                                          |
|                                   |                                     |  |                             |                                           |  |  |  |  |  |  |  |                                          |
|                                   | Feodora Leiningenská                |  |                             |                                           |  |  |  |  |  |  |  |                                          |
|                                   |                                     |  |                             |                                           |  |  |  |  |  |  |  |                                          |
|                                   |                                     |  |                             | František Sasko-Kobursko-Saalfeldský      |  |  |  |  |  |  |  |                                          |
|                                   |                                     |  |                             |                                           |  |  |  |  |  |  |  |                                          |
|                                   | Viktorie Sasko-Kobursko-Saalfeldská |  |                             |                                           |  |  |  |  |  |  |  |                                          |
|                                   |                                     |  |                             |                                           |  |  |  |  |  |  |  |                                          |
|                                   |                                     |  |                             | Augusta Reuss Ebersdorf                   |  |  |  |  |  |  |  |                                          |
|                                   |                                     |  |                             |                                           |  |  |  |  |  |  |  |                                          |
| Arnošt II. Hohenlohe-Langenburský |                                     |  |                             |                                           |  |  |  |  |  |  |  |                                          |
|                                   |                                     |  |                             |                                           |  |  |  |  |  |  |  |                                          |
|                                   |                                     |  | Fridrich Bádensko-Durlašský |                                           |  |  |  |  |  |  |  |                                          |
|                                   |                                     |  |                             |                                           |  |  |  |  |  |  |  |                                          |
|                                   | Karel Fridrich Bádenský             |  |                             |                                           |  |  |  |  |  |  |  |                                          |
|                                   |                                     |  |                             |                                           |  |  |  |  |  |  |  |                                          |
|                                   |                                     |  |                             | Amálie Nasavsko-Dietzská                  |  |  |  |  |  |  |  |                                          |
|                                   |                                     |  |                             |                                           |  |  |  |  |  |  |  |                                          |
|                                   | Vilém Bádenský                      |  |                             |                                           |  |  |  |  |  |  |  |                                          |
|                                   |                                     |  |                             |                                           |  |  |  |  |  |  |  |                                          |
|                                   |                                     |  |                             | Ludvík Jindřich Geyer von Geyersberg      |  |  |  |  |  |  |  |                                          |
|                                   |                                     |  |                             |                                           |  |  |  |  |  |  |  |                                          |
|                                   | Luisa Karolina z Hochbergu          |  |                             |                                           |  |  |  |  |  |  |  |                                          |
|                                   |                                     |  |                             |                                           |  |  |  |  |  |  |  |                                          |
|                                   |                                     |  |                             | Maxmiliána Kristýna von Sponeck           |  |  |  |  |  |  |  |                                          |
|                                   |                                     |  |                             |                                           |  |  |  |  |  |  |  |                                          |
|                                   | Leopoldina Bádenská                 |  |                             |                                           |  |  |  |  |  |  |  |                                          |
|                                   |                                     |  |                             |                                           |  |  |  |  |  |  |  |                                          |
|                                   |                                     |  |                             | Fridrich II. Evžen Württemberský          |  |  |  |  |  |  |  |                                          |
|                                   |                                     |  |                             |                                           |  |  |  |  |  |  |  |                                          |
|                                   | Ludvík Württemberský                |  |                             |                                           |  |  |  |  |  |  |  |                                          |
|                                   |                                     |  |                             |                                           |  |  |  |  |  |  |  |                                          |
|                                   |                                     |  |                             | Bedřiška Braniborsko-Schwedtská           |  |  |  |  |  |  |  |                                          |
|                                   |                                     |  |                             |                                           |  |  |  |  |  |  |  |                                          |
|                                   | Alžběta Alexandra Württemberská     |  |                             |                                           |  |  |  |  |  |  |  |                                          |
|                                   |                                     |  |                             |                                           |  |  |  |  |  |  |  |                                          |
|                                   |                                     |  |                             | Karel Kristián Nasavsko-Weilburský        |  |  |  |  |  |  |  |                                          |
|                                   |                                     |  |                             |                                           |  |  |  |  |  |  |  |                                          |
|                                   | Henrietta Nasavsko-Weilburská       |  |                             |                                           |  |  |  |  |  |  |  |                                          |
|                                   |                                     |  |                             |                                           |  |  |  |  |  |  |  |                                          |
|                                   |                                     |  |                             | Karolína Oranžsko-Nasavská                |  |  |  |  |  |  |  |                                          |
|                                   |                                     |  |                             |                                           |  |  |  |  |  |  |  |                                          |